# Friedrich Sixt von Armin

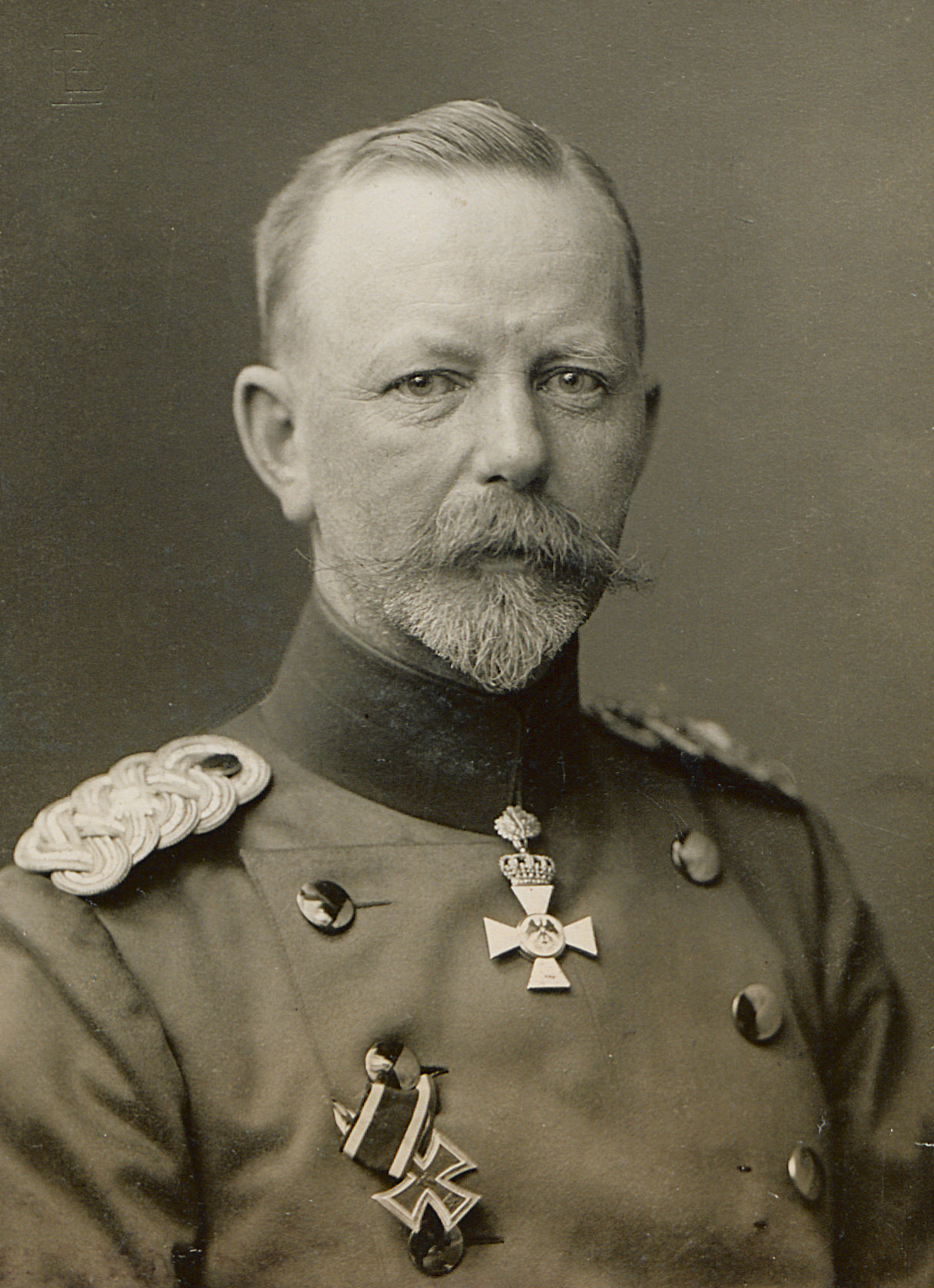
Friedrich Sixt von Armin (1916)

Friedrich Bertram Sixt von Armin, fälschlich auch Sixt von Arnim, (* 27. November 1851 in Wetzlar; † 30. September 1936 in Magdeburg) war ein preußischer General der Infanterie im Ersten Weltkrieg.

## Leben
Nach Abschluss seines Abiturs wurde Sixt von Armin im Jahr 1870 Fahnenjunker im Königin Augusta Garde-Grenadier-Regiment Nr. 4. Bereits kurze Zeit später wurde er bei der Schlacht von Saint-Privat während des Deutsch-Französischen Kriegs schwer verwundet. Er wurde mit dem Eisernen Kreuz II. Klasse ausgezeichnet und zum Sekondeleutnant befördert. Er wurde zum Regimentsadjutant, dann zum Adjutanten der 3. Garde-Infanterie-Brigade ernannt. 1884 wurde er zur Dienstleistung in den Großen Generalstab kommandiert. Als Hauptmann wurde Sixt von Armin in den Stab der 22. Division nach Kassel versetzt. Er wurde zum Kompaniechef beim Kaiser Franz Garde-Grenadier-Regiment Nr. 2, Erster Generalstabsoffizier beim VII. Armee-Korps in Münster. Zum Major befördert wurde er zum Bataillonskommandeur des Magdeburgischen Füsilier-Regiments Nr. 36 ernannt. Zum Oberstleutnant befördert wird er 1897 zum Chef vom Generalstabe des XIII. (Königlich Württembergisches) Armee-Korps ernannt.
Im Jahr 1900 wurde Sixt von Armin Oberst und erhielt das Kommando über das Infanterie-Regiment „Graf Bülow von Dennewitz“ (6. Westfälisches) Nr. 55. 1901 wurde er bereits Chef des Generalstabs des Gardekorps. 1903 wurde Sixt von Armin Generalmajor und übernahm die Funktion des Direktors des Allgemeinen Kriegsdepartements im Kriegsministerium. 1908 kehrte Sixt von Armin als Kommandeur der 13. Division nach Münster in den Truppendienst zurück. 1911 übernahm er von Paul von Hindenburg die Funktion des Kommandierenden Generals des IV. Armee-Korps in Magdeburg. 1913 erfolgte seine Beförderung zum General der Infanterie.

### Erster Weltkrieg
Mit Beginn des Ersten Weltkriegs wurde das von ihm befehligte Korps als Teil der 1. Armee an der Westfront u. a. während der Schlacht an der Marne eingesetzt. Über mehrere Jahre war das IV. Armee-Korps an den verlustreichen Stellungskämpfen beteiligt. Für Kampfhandlungen bei Arras, der Lorettoschlacht, bei La Bassée und an der Schlacht an der Somme erhielt er mit Befürwortung General Fritz von Belows am 10. August 1916 den Orden Pour le Mérite verliehen. Am 1. März 1917 wurde Sixt von Armin der Oberbefehlshaber der sich in Flandern befindenden 4. Armee. Im Laufe dieses Jahres hatte die 4. Armee drei schwere Abwehrschlachten, wie die sogenannte Dritte Flandernschlacht, gegen übermächtige britische Truppen zu bestehen. Sixt von Armin, der hier den Ehrennamen Löwe von Flandern bekam, erhielt für seine Leistungen den Schwarzen Adlerorden und auf Antrag Hindenburgs das Eichenlaub zum Pour le Mérite.
Sixt von Armin befehligte seine Armee auch während der deutschen Frühjahrsoffensive 1918. Am 25. April 1918, Vierte Flandernschlacht, gelang seinen Einheiten die Erstürmung des schwer umkämpften Kemmelberges. Dafür wurde er am 7. Mai 1918 vom sächsischen König mit dem Komturkreuz I. Klasse des Militär-St.-Heinrichs-Ordens ausgezeichnet. Bereits am 9. März 1918 war er mit dem Großkreuz des Militär-Max-Joseph-Ordens beliehen worden.
Später musste sich seine Armee jedoch auf die Antwerpen-Maas-Stellung zurückziehen.

### Nachkriegszeit
Mit dem Waffenstillstand übernahm Sixt von Armin am 11. November 1918 das Kommando über die „Heeresgruppe A“, die er in die Heimat zurückführte. Nach Abschluss der Demobilisierung in Paderborn stellte Sixt von Armin ein Rücktrittsgesuch, das am 2. Januar 1919 bewilligt wurde.
Sixt von Armin lebte bis zu seinem Tode 1936 in Magdeburg. Im gesellschaftlichen Leben der Stadt trat er häufig als Festredner und Ehrengast in Erscheinung.

### Familie
Er hatte sich am 11. Juni 1882 mit Klara Pauline Auguste Henriette Karoline von Voigts-Rhetz (* 1. Oktober 1859 in Berlin; † 28. November 1937 in Göttingen) verheiratet. Sie war die Tochter des späteren preußischen Generals der Artillerie Julius von Voigts-Rhetz. Das Ehepaar Sixt von Arnim hatte mindestens fünf Kinder. Der jüngste Sohn Hans-Heinrich schlug wie der Vater und ein Bruder eine Militärlaufbahn ein. Als Generalleutnant geriet dieser 1942 in der Schlacht von Stalingrad in sowjetische Kriegsgefangenschaft und starb 1952 in Gefangenschaft.

## Ehrungen
Nach seinem Tod wurde er mit militärischen Ehren bestattet. In Magdeburg wurden 1928 eine Kaserne und 1933 eine Straße (Sixt-von-Armin-Weg) nach ihm benannt. Beide Objekte wurden nach 1945 jedoch wieder umbenannt. In seiner Geburtsstadt Wetzlar gibt es noch heute eine Sixt-von-Armin-Straße. Die ehemals größte Garnisonsstadt Hessens hatte außerdem eine von zwei Kasernen nach ihm benannt, die aber beide nach dem Ende des Kalten Krieges geschlossen wurden. Die Sixt-von-Armin-Kaserne bestand bis 1992.